# Avraham Yaski
Avraham Yasky (hébreu : אברהם יסקי ; 14 avril 1927 – 28 mars 2014) est un architecte israélien.

## Biographie
Yasky est né à Chișinău, en Roumanie (aujourd'hui Moldavie), le 14 avril 1927. Il immigre en Palestine mandataire avec sa famille en 1935. Yasky étudie au Technion. Au début de sa carrière, il travaille au cabinet d'Arieh Sharon (en). À l'âge de 25 ans, il réalise les plans de la place Rabin avec Shimon Povsner et plus tard de l'hôtel de ville de Tel Aviv sur la place. Les premières œuvres de Yasky, comme les « appartements d'un quart de kilomètre » de 1960 avec Amnon Alexandroni, sont principalement en béton.
En 1965, Yasky fonde le cabinet d'architecture aujourd'hui connu sous le nom de Moore Yasky Sivan Architects. De 1987 à 1991, il est professeur assistant au Technion. En 1994, il crée l'école d'architecture de l'Université de Tel Aviv où il est chef du département jusqu'en 1998. En 2006, Moore Yasky Sivan Architects est le plus grand cabinet d'architecture d'Israël avec 73 employés. Avec cette entreprise, Yasky contribue de manière significative au développement urbain de Tel Aviv. Des projets tels que le Centre Azrieli créent un chapitre dans l'histoire architecturale de la ville qui met en valeur le gratte-ciel et la ligne d'horizon. Les travaux ultérieurs de Yasky s'écartent quelque peu de l'utilisation du béton, à l'époque de l'architecture brutaliste, vers une architecture brillante mettant l'accent sur le verre.
En 1982, Yasky reçoit le prix Israël en architecture.
Yasky est décédé le 28 mars 2014 de causes naturelles à l'âge de 86 ans.